# Franz Jackson
Franz R. Jackson (* 1. November 1912 in Rock Island (Illinois); † 6. Mai 2008 in Niles (Michigan)) war ein US-amerikanischer Jazzmusiker (Altsaxophonist, Klarinettist und auch Flötist). 
Franz Jackson war ein Veteran der Chicagoer Jazzszene der 1930er und 1940er Jahre und arbeitete in dieser Zeit mit Jelly Roll Morton, François Moseley und Ruben Reeves. 1938 erhielt er in der Band von Fletcher Henderson die Stelle von Ben Webster, später gehörte er zu den Gruppen von Fats Waller (mit J. C. Higginbotham und Red Allen) und spielte mit Roy Eldridge, Earl Hines, Billy Eckstine und Louis Armstrong. 1957 formierte er seine Original Jass All-Stars; 1961 entstanden Aufnahmen für Riverside Records in der Reihe „Chicago Living Legends“ mit dem Trompeter Bob Shoffner, dem Posaunisten John Thomas, dem Pianisten Rozelle Claxton, dem Banjospieler Lawrence Dixon, dem Tubisten Bill Oldham und dem Schlagzeuger Bill Curry.
Als einer der letzten Überlebenden dieser Ära war er bis in die 1990er Jahre aktiv. Er gründete 1980 die Jazz Entertainers, ging 1981 auf Europatournee und spielte in verschiedenen Jazzclubs in Chicago, wie in „Joe's Bebop Café“ und dem „Andy's“. Im Jahr 1996 erhielt er den „Jazz Master Award“ von Arts Midwest überreicht.

## Diskographische Hinweise
- Franz Jackson's Original Jass All-Stars (Riverside/OJC, 1961)